# Seigneur Ekissi Pierre
Kouassi Ekissi Pierre, surnommé Seigneur Ekissi Pierre, né en 1925 ou 1926 et mort le 5 juin 2011, est un musicien ivoirien.

## Biographie
Ekissi Pierre commence à chanter dès l'âge de 15 ans, mais sa carrière professionnelle commence en 1956. D'une longévité musicale rarement égalée en Afrique, il représente l'un des grands noms de la musique ivoirienne des années 60 aux années 80. Sa personnalité de musicien et de chanteur au sein de l'orchestre Agnéby Jazz de Aspro Bernard, puis avec l'Espérance d'Agboville, lui permettent de glaner des lauriers à l'échelle internationale. 
Ekissi Pierre est l'un des grands précurseurs, de la musique ivoirienne moderne avec Anouman Brou Félix, Okoï Séka Athanase, Amédée Pierre, Mamadou Doubiya, etc. Il est le dernier dinosaure de la chanson Abbey du département d'Agboville, en région Agnéby-Tiassa. Il meurt le 5 juin 2011, à 85 ans.

## Discographie
- 20 octobre 2012 : Misère, album posthume de 6 titres (Molo, Micheley Kpeba, Mokodo n'gborou, Ayadje, Midje Roma, Yapi)